# Štěpka

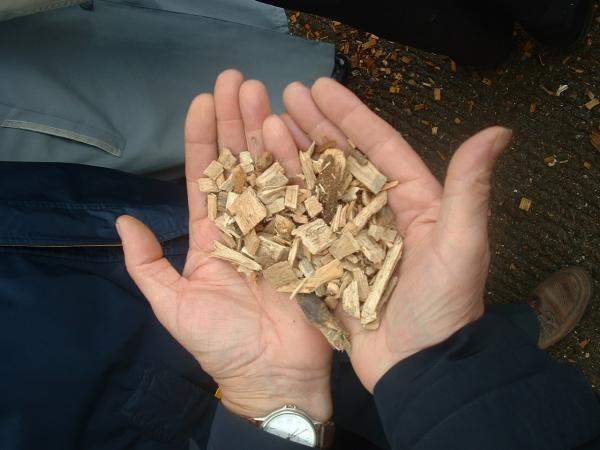
Štěpka

Štěpky, nejčastěji dřevní štěpka, vzniká jako odpad při zpracování dřeva či cíleným drcením dřevních částí. Řadí se k tuhé biomase, sloužící k výrobě tepla nebo kompostu. Dřevní štěpka je štěpené kusové dřevo pro lepší skladování, menší obsah vody a po spálení méně popelu. Je velká 2,5 až 5 cm. někdy se lisuje do pelet či briket pro lepší zpracovatelnost. Na vytápění se používá hlavně v domácnostech s výkonnými kotli a ve větších budovách. Cenově patří mezi nejlevnější způsoby vytápění.

## Popis
Dřevní štěpka, používaná jako palivo nebo za účelem průmyslového využití, by měla splňovat určité chemické i fyzikální specifikace. Používá-li se jako palivo, kvalita dřeva je definována takovými parametry jako obsah vlhkosti, velikosti částic, obsah popela nebo procento jemných částic. Rozměry částic štěpky jsou jedním z nejdůležitějších parametrů pro efektivní spalování v teplárnách. Právě parametry rozměrů částic a vlhkosti jsou důležité pro spalování, protože ovlivňují energetickou hodnotu.
Dřevní štěpka se získává krácením dřevní hmoty, kterou představují větve, stromy nebo odpad z dřevozpracujícího průmyslu. Velikost štěpky se pohybuje v rozmezí od několika milimetrů až po jednotky centimetrů. V ČR patří mezi hlavní producenty štěpky především dřevozpracující průmysl. V posledních letech se zvyšuje procento štěpkované hmoty z lesní těžby a zároveň dochází ke vzniku energetických plantáží.

## Skladování
Štěpku je nejvhodnější uskladnit v prostorách, kde je zajištěno dostatečné odvětrání. Významným rizikem je totiž výskyt plísní. Proto je vhodným systémem pro uskladnění například využití rašlových pytlů nebo vaků Big-Bag. Je potřeba zamezit přístupu vody v podobě deště a vrchní část pytle zakrýt. Důležité je, aby mohl proudit vzduch, a tak štěpka rychle vyschla. Při správném uskladnění vyschne během několika měsíců. Je možnost skladovat i volně sypanou štěpku. Z důvodu vysokého podílu vlhkosti, je nutné zajistit potřebné odvětrávání, aby docházelo k odpařování vody a zabránilo se plesnivění a zapařování. V takovém případě je potřeba zajistit časté převracení, aby byl zajištěn dostatečný přísun vzduchu. Pokud by zajištěn nebyl a skladovali bychom velké množství hmoty na jednom místě, mohlo by v krajním případě dojít až k samovznícení. K tomu může dojít, pokud by teplota uvnitř hmoty přesáhla 70 °C při vlhkosti mezi 20–45 %. Vhodné provětrávání zaručí dostatečně rychlé prosychání na optimální procento vlhkosti.

## Dělení
Dřevní štěpky se dělí na základě normy ČSN EN ISO 17225-4 o tříděné štěpce. Dělení probíhá podle obsahu popela, vody a původu suroviny. Štěpka se kategorizuje do dvou základních tříd A, B, které dále obsahují dvě podkategorie, A1, A2 a B1, B2. V momentě, kdy obsah popela přesáhne hodnotu 3 %, z hmotnosti nespálené štěpky, neřadí se již jako tříděná štěpka a je klasifikována podle normy ČSN EN ISO 17 225-1 jako štěpka netříděná. 
Štěpka se třídí také podle velikosti jednotlivých fragmentů. V současnosti se tříděná štěpka člení do 3 tříd: P16S, P31S a P45S. Číslo zde uvádí velikost hlavního podílu štěpky, tj. 16 mm, 31,5 mm a 45 mm. Kromě této hlavní složky může štěpka obsahovat i tzv. hrubý podíl, který nesmí překročit 6 % hmotnosti u P16S a P31S a 10 % u P45S. Na druhé straně se také vyskytuje jemný podíl. Pro třídu P16S se tento podíl může vyskytovat do 15 % a pro P31S a P45S je tato hodnota povolena pouze do 10 % z celkové hmotnosti.

### Zelená štěpka
Tuto skupinu tvoří štěpka, která vzniká z klestí a zbytků po lesní těžbě nebo probírek. Velikost jednotlivých kusů štěpky se může výrazně lišit, protože v ní mohou být obsaženy i drobné větve, listy nebo jehličí (proto zelená). Tím, že je zpracována čerstvá hmota, je její vlhkost poměrně vysoká.

### Hnědá štěpka
Štěpka, která se skládá ze zbytkových částí stromů, odřezků z pilařského zpracování apod. Společným prvkem se zelenou štěpkou je kůra (proto hnědá). Materiál před zpracováním nebyl odkorněn. Kůra může být tedy obsažena ve finálním produktu.

### Bílá štěpka
Základem je především odpad z truhlářské nebo pilařské produkce (proto bílá). Tato štěpka je již tvořena odkorněným dřevem a vyznačuje se nízkou vlhkostí a drobnými rozměry. Využívá se hojně na výrobu pelet nebo dřevotřísek. Liší se také vyšší pořizovací cenou v porovnání s předchozími.